# カバードワラント
カバードワラント（英: covered warrant）とは、オプション取引の一種。一般的に民間会社が発行するオプションを証券化したものを指す。購入者は、オプションのレバレッジを使って簡易な投資手段としても、金融商品に対する価格変動リスクを回避する保険のようなヘッジ手段としても利用可能。
日本におけるカバードワラントは、金融商品取引法第2条第1項第19号に規定された有価証券で、市場デリバティブ取引（金商法第2条第1項第21号）又は店頭デリバティブオプション取引（金商法第2条第1項第22号）を表示したもの（証券化）である。かつては色々とあったが現在は日本では店頭カバードワラントのeワラントのみ。

## 概要
カバードワラントには、「指標資産値上りによる利益を得る」コール型と、「指標資産の値下りによる利益を得る」プット型のほか、オプションを内包するあらゆる設計が可能であるが、日本ではコールオプションを証券化したもの、プットオプションを証券化したもの、ゼロストライクコールオプションを証券化したもの、コールオプションの売りと買いを組み合わせたもの（ニアピン型ワラント）のみが提供されている。
カバードワラントは、オプション取引と異なり、「オプションの売り」による無限大の損失リスクを発行者が専属的に引き受けるため、カバードワラントの購入者（一般投資家）の最大損失額が最初の投資金額に限定されている。（オプションの買いのみに相当するため証拠金制度も存在しない。）
金商法の規定では、発行者の基準が定められていないが、発行者は無限大の損失リスクを抱える「オプションの売り」を引き受けるため、金融に関する専門的知識があり、損失無限大リスクを引き受ける財務基盤がある大手金融機関又はその子会社SPC（特別目的会社）となることが一般的になっている。

### 店頭カバードワラント
日本においては、1999年（平成11年）より各社が参入し、以前はクレディ・リヨネ証券、大和証券、シティグループ証券、BNPパリバ証券、ドレスナー証券、リーマン・ブラザーズ証券もカバードワラントを発行していたが、近年は他企業が撤退したためゴールドマン・サックス証券が市場を独占し「eワラント」とその姉妹商品であるニアピンeワラントとトラッカーeワラントの3種を発行していた。2011年8月にゴールドマン・サックス証券からeワラント証券にeワラント事業が譲渡され、eワラント証券がeワラントの発行を行っている。2013年にはレバレッジ・トラッカー（プラス5倍とマイナス3倍の2種がある。経済性はレバレッジETFとほとんど同じだが、レバETFのような相場の振幅による目減りがない一方、自動ロスカットと1年程度の満期がある点が異なる）が追加され、2016年4月時点で4種類の店頭カバードワラントが販売されている。すべてマーケットメイクで流動性が提供される方式である。
なお、かつて日興コーディアル証券では宝くじのような要領で購入し、満期まで保有するデジタル型のカバードワラント（デジワラ）を発行していたこともある。
店頭カバードワラントは商品設計や取引時間などの自由度が高い反面、証券取引所による上場審査が行われていないため、発行者の信用リスクなどに関するチェックが存在しない。このため、投資家自身が目論見書や外国証券情報等を閲覧したうえで、当該発行者の財務基盤が店頭カバードワラントの発行にあたって十分かどうかを判断する必要がある。但し、発行者が破綻した場合に満期金の返還が減額される可能性（信用リスク）は、発行体が同じであれば店頭カバードワラントも上場カバードワラントも同じである。
現在では、日本では店頭カバードワラントはeワラントのみ。eワラントを売買出来る証券会社はeワラント証券とSBI証券。

### 上場カバードワラント
2008年（平成20年）9月26日より、大阪証券取引所において上場カバードワラントの取引が開始された。上場カバードワラントは、店頭カバードワラントと異なり、取引所が定める上場基準に基づいて発行者の財務基盤を審査している（ただし、世界的な格付機関がAAAとしていた証券が紙くずになり、リーマン・ブラザースが破綻したことからも分かるように、どんな巨大金融機関でも破綻しうる。最終的に投資家の自己責任であることには変わりはない）。
2008年時点におけるカバードワラントの発行者はドイツ銀行、ゴールドマン・サックス、ソシエテ・ジェネラル銀行の3社であったが、3社とも日本での上場カバードワラントから撤退した（各社とも海外では事業を継続している）。長期間の売買高ゼロをきっかけに、大証が手数料引き下げのてこ入れをし、2010年（平成22年）11月4日に、大和証券キャピタル・マーケッツフィナンシャル・プロダクツ（ケイマン）Ltdが発行する15銘柄（通称「フリワラ」と呼ばれている・・・売買手数料ゼロのキャンペーンの統一愛称）が新規上場するにいたった。しかし、商品の取り扱いを終了する現在の発行者は大和のみで、依然として上場銘柄数が少ない点は否めず、大和証券が自身の店舗では販売していないという消極的な姿勢であることも市場が盛り上がらない原因であった。結局、2013年（平成25年）7月に大阪証券取引所と東京証券取引所との現物市場の統合に伴い、日本における上場カバードワラント市場は消滅した。
また、国際取引所連合（WFE）の統計によれば、カバードワラントは欧州を始めとする世界各地の証券取引所で上場されており、2009年（平成11年）1月現在、香港証券取引所での月間売買代金が265億米ドルと世界最大の取引地となっている 。

## 特徴
コールワラントとプットワラントという標準的なカバードワラントに関してオプション取引と同様な点及び異なる点は、以下のとおりである。
【同様な点】
1. 満期日が予め設定されているので、投資期間が限定されている商品である。
2. 時間の経過とともにプレミアム（オプション価格）に含まれる時間価値が減少してゆく（タイム・ディケイ）。仮に原資産価格が全く変動しない場合は、ワラントの価格は時間とともに徐々に低下してゆく。
3. 権利行使日まで決済をしなかった場合、原資産価格が権利行使価格を下回る（コールの場合）、ないしは上回る（プットの場合）と、ワラントの価値は0になる。

【異なる点】
1. 「オプションの売り」が専属的に発行者に属するため、権利行使を受ける立場が移転しない。
2. 「オプション取引」は市場デリバティブ取引又は店頭デリバティブ取引であるが、カバードワラントは株式同様に有価証券の取引である。

## 問題点
カバードワラントは、上場デリバティブのオプション取引（日経225オプション取引等)と異なり、利便性の観点から、以下の特徴がある。
1. 店頭カバードワラントは、証券取引所での売買を行わないため、販売会社によって時間が異なるが夜間取引が可能である。
2. 国内個別株、海外個別株、原油・金・銅・トウモロコシなどのコモディティ、国内株価指数、海外株価指数など、種類が極めて多い。
3. カバードワラントは、「権利行使を受ける立場」が発行者に固定化されている点に債務不履行リスクの軽減メリットがあるため、「コール買い」、「プット買い」又は「その他のオプションの買い」しかできず、オプションの売りが行えない。日経225オプション取引では、「権利行使を受ける立場」になっても良いと判断した投資家が「オプション売り」を選択できる。ただし、危機の際の流動性に難がある日経225オプション取引では東日本大震災の際に売り手となった個人投資家の多くが巨額な損失を蒙り、顧客の損失を回収できなかった中小証券会社が廃業したことを考えると個人投資家向け商品としては、オプションの売りができない設計となっているカバードワラントの方が適しているという見方も多い。
4. 店頭カバードワラントは、売り手が常に発行会社であるため、時間的価値やインプライドボラティリティが発行会社によりコントロールされており、投資家不利となることもありうるが、機械的なマーケット・メイクにより裁定機会が生じる可能性もある。また、相場がパニック売りに見舞われても日経225オプションのように理論的にありえない価格でしか取引ができない状態にはならない点、素人のミスプライスや甘い指値を食い物にする大手金融機関のデリバティブトレーダーの餌食とならない点が利点といえる。
5. 売値は常に買値より多少低く設定される（仮にあるワラントを買った直後に売った場合でも、手数料以外に売値と買値の差額分（スプレッド）による差損が発生する。外付け売買手数料がない代わりに売値と買値の差がある点で、債券、FX、CFDや金地金などと同様といえる）。

以上のことから、カバードワラントは「ハイリスク・ハイリターン」の投機的商品の性質と、損失限定の保険的な性質を併せ持つ商品であるといえる。但し、レバレッジ商品といってもオプション性の無い先物やFXなどとは時間価値の減少、損失限定の有無という面において同一ではない。
投資銀行がカバードワラントを発行する理由は標準化されたオプションのマーケット・メイクを行うためである（ヘッジに必要な資金がカバードワラントの価格より多くなることも想定され、資金調達手段として用いられることはない）。投資家がカバードワラントを購入するということは、投資銀行（莫大な資金を運用しているプロの専門集団）に対し正面から相場を張る形になるという懸念もあるが、マーケット・メーカーは手元にリスクを残さないように行動し、また、企業名を前面に出した商品になるので、匿名で取引する上場デリバティブのようにF1と自転車が勝負するという構図ではないという点が利点といえる。
ドイツ銀行がベトナム株市場への投資手段として発行した証券（楽天証券で取り扱い）もカバードワラントの1種といえるが、日本ではこのような柔軟な設計のカバードワラントの提供が限定されている。
2011年（平成23年）4月18日、大和証券キャピタル・マーケッツフィナンシャル・プロダクツが発行・マーケットメイクする上場カバードワラントにおいて、寄り付きから前場引けまで２時間にわたり、マーケットメイカーが提示するべき気配値が配信されず、マーケットメイクがまったく出来ないという障害が起きた。これについて、大和側も、上場市場である大証も、唯一の取引証券会社であるカブドットコム証券も、何の障害情報も発信しなかった。

## 日本の税制（個人）
個人の場合、税金面では「先物取引に係る雑所得等の課税の特例」の対象。以前は店頭カバードワラントと上場カバードワラントで取り扱いが異なっていたが、2012年1月以降はともに雑所得の分離課税（20.315%）となった。この結果、外国為替証拠金取引（FX）、差金決済取引（CFD）、株価指数先物取引などと損益通算ができるようになり、利便性が大きく向上した。株式取引よりもFX取引の方が普及している現状においては、カバードワラントを株式投資の代わりに利用するメリットが大きいといえる。また、満期保有しても、満期前に譲渡しても税制上の扱いは同じである。